# 赤枯病
赤枯病（あかがれびょう）は、植物に褐変枯死などを引き起こす病害。

## スギ赤枯病
スギ赤枯病はスギ赤枯病菌（Passalora sequoiae、旧学名Cercospora sequoiae）を病原菌とする病害。
スギの深刻な苗畑病害で、スギの苗木や幼齢木に発生する。発生初期には地際に近い針葉に小さな褐色斑点が出る。針葉の枯死にとどまる例もあるが、病勢によっては苗木全体に及び枯死する。罹病葉の表面には胞子の塊が突出して毛羽立っているのが確認できる。
枯死しなかった苗木も成長すると杉の溝腐病に進展する。
同一病原菌の赤枯病罹患性の樹種にラクウショウ、メキシコラクウショウ、ギガントセコイア、イトスギ、スイショウ、リュウサンなどがあり赤枯病の伝染源となっている。これらは樹種ごとにラクウショウ赤枯病、スイショウ赤枯病などと呼ぶ。
原因となる病原菌は、もともと日本には存在していたものではなく、1900年代初頭に北アメリカから輸入された針葉樹苗木とともに持ち込まれたものと考えられている
。

## ラッキョウ赤枯病
ラッキョウ赤枯病はラッキョウにみられるラッキョウ赤枯病菌（Fusarium avenaceum (Fries) Saccardo）を病原菌とする病害。
発生初期には地際付近の外葉葉鞘部が赤紫色に変色する。症状が進行すると新葉は歪曲し、地際付近の葉身部は赤紫色、その上部は黄緑色となり外葉も褐変枯死する（通称「赤茎」）。